# Passamà

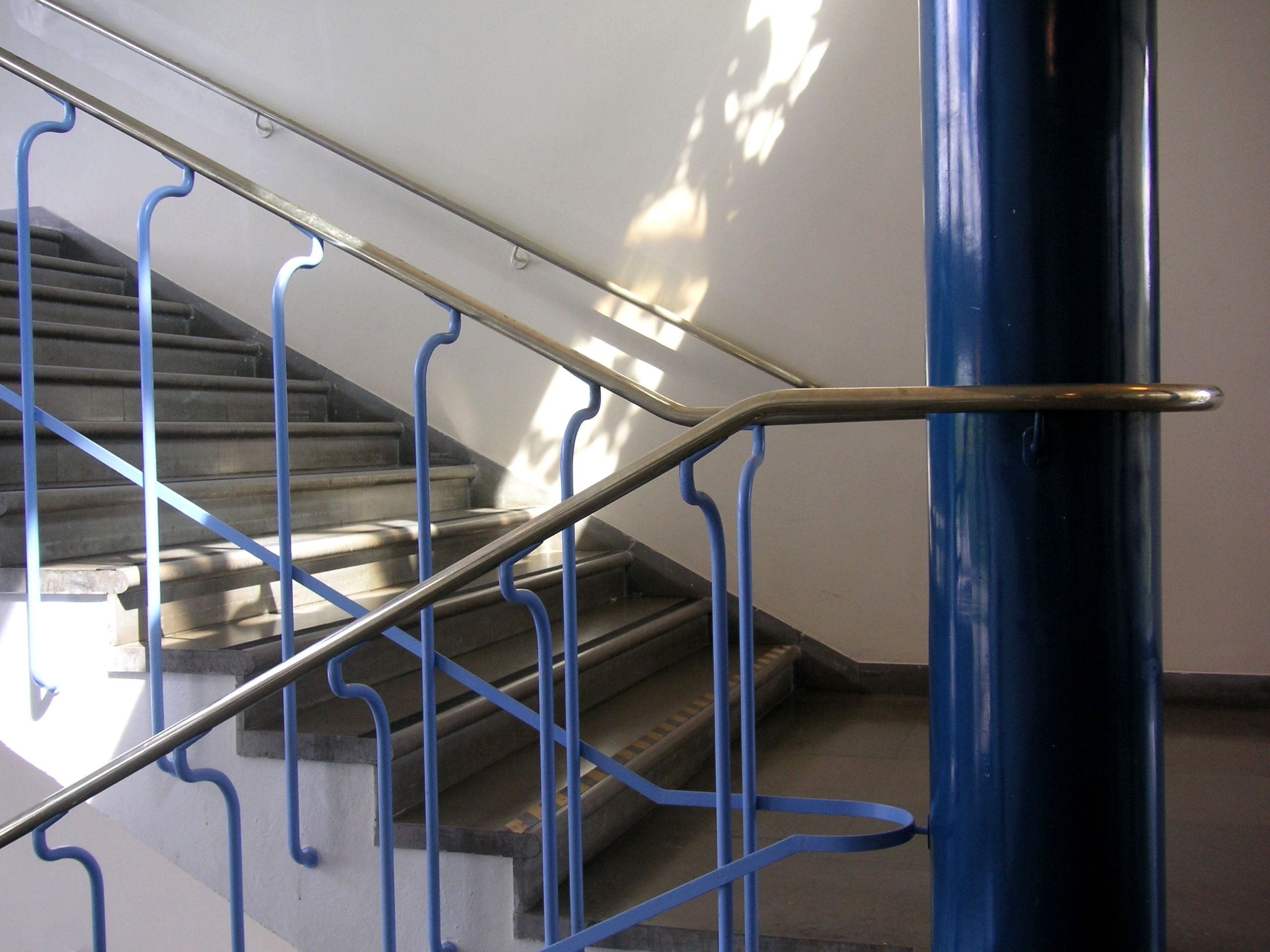
Passamà metàl·lic

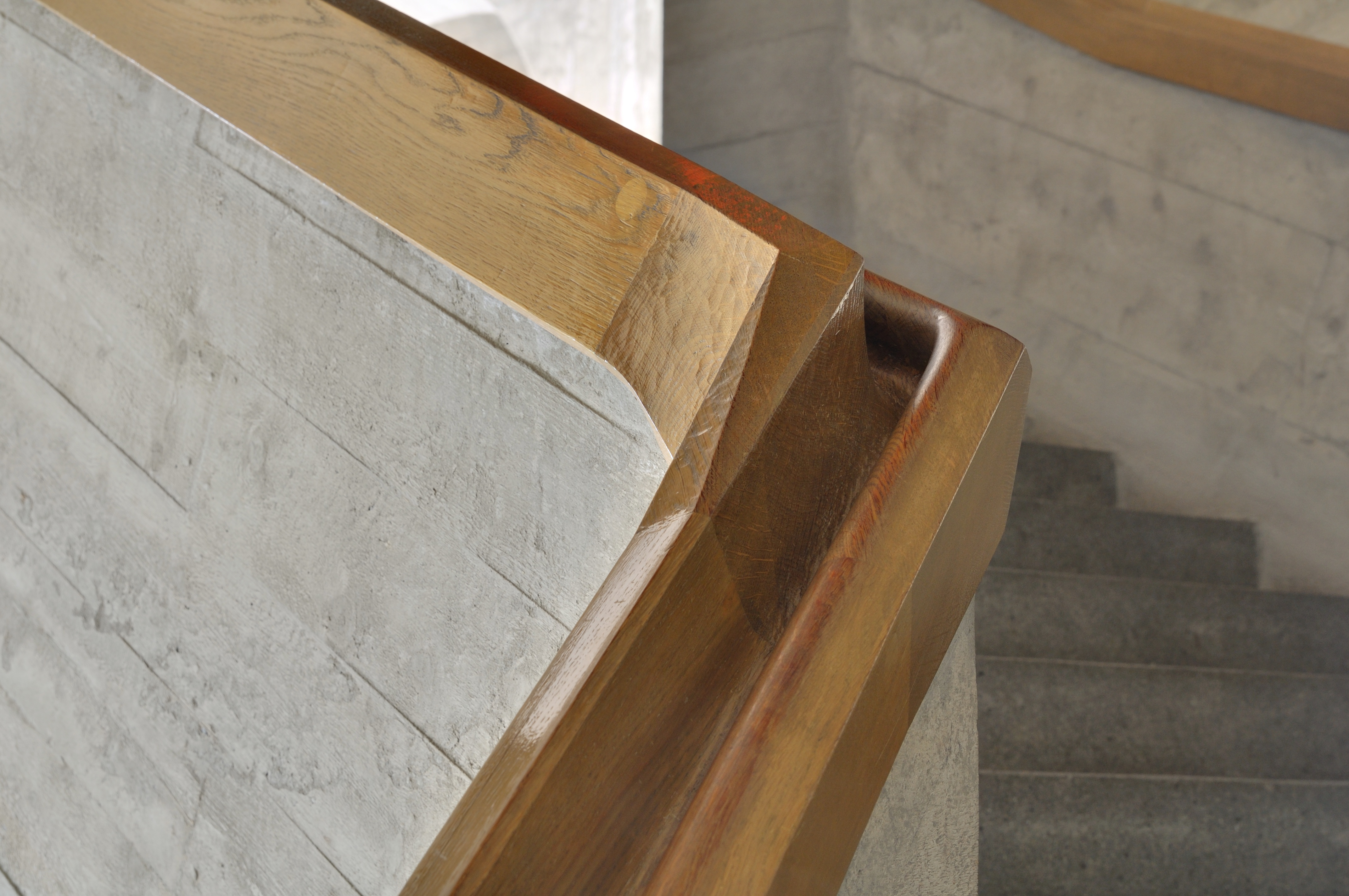
Passamà de fusta

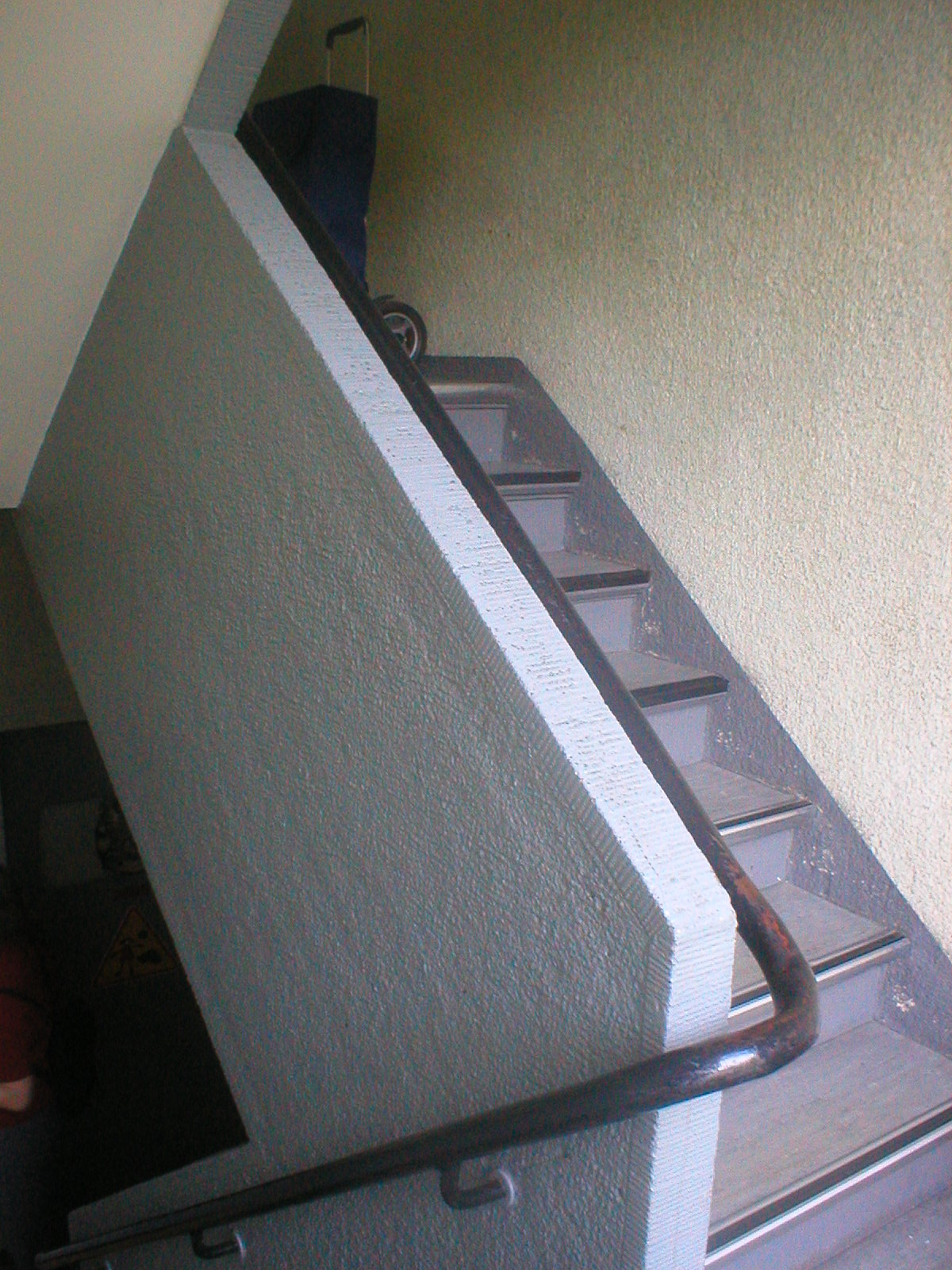
Passamà metàl·lic de pared

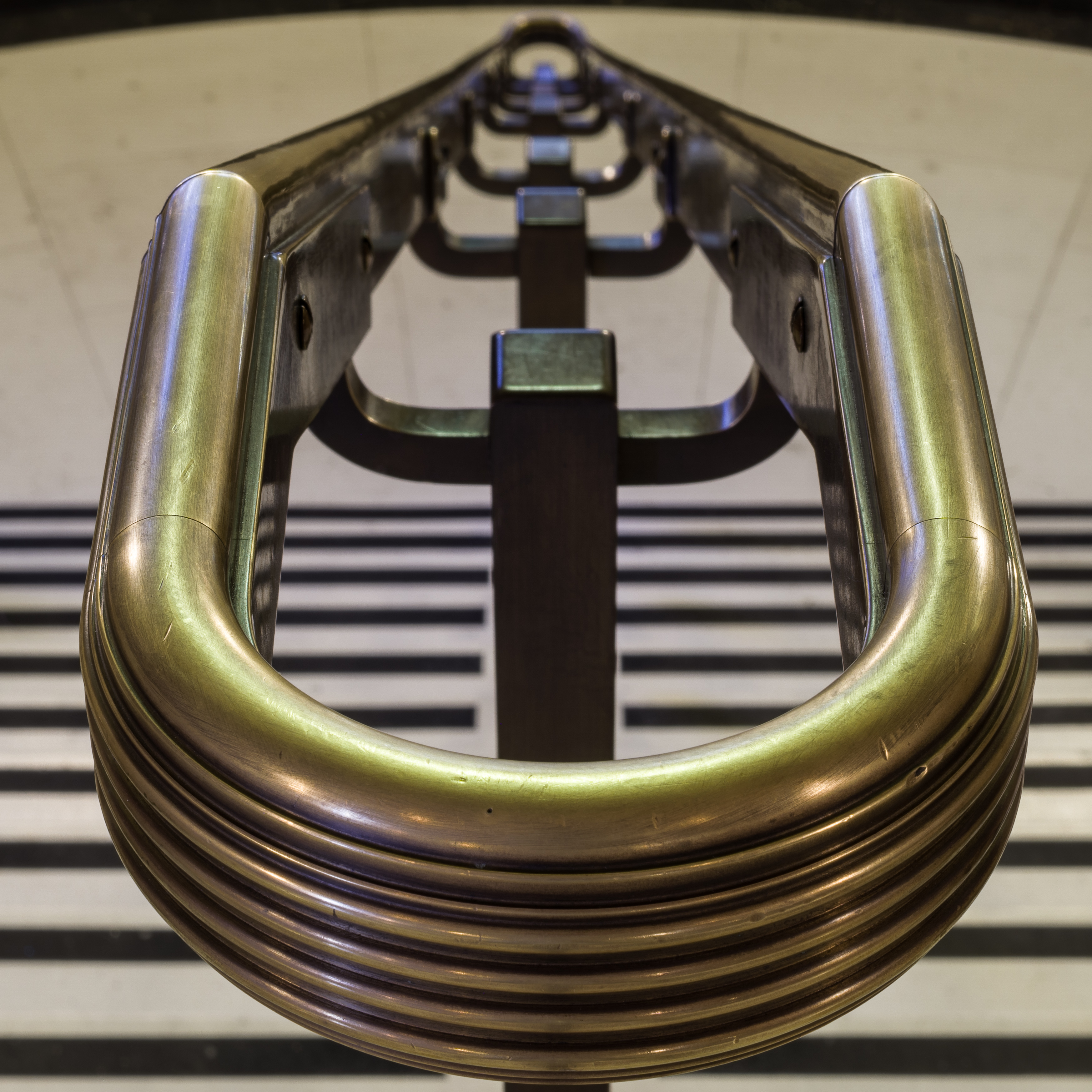
Passamà central

Un passamà és un accessori semblant a un petit raïl, dissenyat per ser agafat amb la mà i proporcionar estabilitat o suport a les persones. És un element de subjecció i guia per a les mans a una alçada adequada per ser agafat pels usuaris. Els passamans generalment estan dissenyats en forma de varetes, petits raïls o llistons. Els materials més comuns són: metall, fusta, materials a base de fusta o plàstic. Els passamans es fan servir com ajuda per pujar o baixar escales fins i tot en escales mecàniques per evitar caigudes. Poden estar suportats per algun tipus de post (balustre) formant la part superior d'una barana (barana) o bé muntats directament a la paret.

## Història
El passamà més antic conegut va ser descobert per l'arqueòleg francès Pierre St. Jamaine en unes ruïnes assíries al sud de l'Iraq a la ciutat estat de Nippur.

## Requisits
Els passamans sovint s'associen amb escales. Si la llei prescriu on i quants passamans d'una escala depèn del nombre de graons (inclinació), de l'ample de les escales i del propòsit de l'estructura respectiva. Hi diferents regulacions de construcció a nivell estatal apart d'altres regulacions especials de construcció, que de vegades requereixen passamans de doble cara, especialment pels hospitals i llars d'avis, en escoles i llars d'infants, en llocs de venda i reunió, en hotels i restaurants, etc.
La llei prescriu una barana "fixa", de manera que els passamans fets de corda, són només un adorn, ja que poden cedir causant una caiguda. Els passamans han de ser tan arrodonits com sigui possible i tenir un diàmetre de 30 a 45 mm. Han de ser continus i han de continuar més enllà del primer i últim esglaó. Per als passamans de fusta rodons, la norma VOB / DIN 18334 especifica un diàmetre mínim de 48 mm o, alternativament, una secció transversal rectangular d'almenys 40 × 60 mm.

## Passamans a les escales
En edificis d'accés públic, calen passamans en ambdós costats de les escales per garantir una subjecció segura en tots dos costats. Aquesta disposició també s'aplica als edificis llistats, ja que la jurisprudència col·loca la seguretat dels usuaris per sobre de la protecció dels monuments històrics. A les regulacions estatals de construcció dels estats federals individuals, sovint calen passamans bilaterals per a totes les escales i escales mecàniques. Fins i tot en els habitatges, si no es pot accedir contínuament a més de dos apartaments, es necessiten passamans a banda i banda de les escales per a la seguretat de les persones grans o discapacitades.
El passamans de paret poden ubicar-se en l'ample de l'escala utilitzable. Les normes diuen com s'han de ser els passamans: a Alemanya les normes DIN, a Suïssa les normes SIA ia Àustria les normes ÖNORM. Els passamans de paret, als dos costats, en el cas de passamans d'escala, han de contrastar amb la pared, perquè es vegin bé. Han de ser de secció rodona a ovalada, aproximadament 30-45 mm, han de ser segurs. Han de col·locar-se, fins i tot davant finestres i obertures de paret, contínuament a una alçada de 80 cm a 100 cm i han d'estar almenys 30 cm per sobre del primer i últim esglaó, amb elements tangibles i contrastants, indicant el principi i el final del passamà.

## Barres de suport i anses de seguretat
Els articles similars no coberts en aquest article inclouen Barra de suport pels bany, que ajuden a prevenir caigudes en sols relliscosos i humits, o anses de seguretat, utilitzades, per exemple, en les cuines embarcades en vaixells o avions, o les que serveixen com ajudes en un assaig de ballet. També les que s'instal·len en Baranes i balustrades per evitar caigudes les persones en zones perilloses.

## Normes

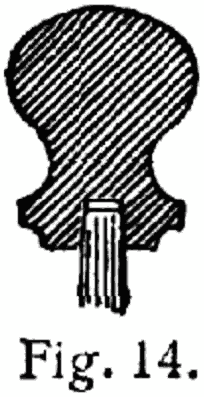
Passamans amb perfil d'Omega

La resistència d'un passamans varia en funció d'on està col·locat: 
- Estadi: 1700 N / ml.
- Edifici amb accés al públic: 1000 N / ml.
- particular 
  - 400 N / ml si té més de 3,25 metres de llarg.
  - 1300 N / ml si té menys de 3,25 metres de llarg.
- Cobertes no accessibles al públic i instal·lacions industrials: 300 N / ml.

## Normes ADA

### Requisits per a les d'adults
La part superior de les superfícies d'unió dels passamans ha de tenir un mínim de 34 polzades (865 mm) i un màxim de 38 polzades (965 mm) verticalment sobre les superfícies per caminar, els graons de les escales i les superfícies de la rampa. Els passamans han d'estar a una alçada constant sobre les superfícies per caminar, els graons de les escales i les superfícies de les rampes.

### Requisits per a les de nens
Quan els nens són els principals usuaris en un edifici o instal·lació (per exemple, escoles primàries), un segon joc de passamans a una alçada adequada pot ajudar-los i ajudar-los a prevenir accidents. Es recomana una alçada màxima de 28 polzades (710 mm) mesura fins a la part superior de la superfície d'agafada des de la superfície de la rampa o el nas de l'escala per als passamans dissenyats per a nens. S'ha de proporcionar prou espai vertical entre els passamans superiors i inferiors, mínim de 9 polzades (230 mm).